# ソー・クリスチャンセン
ソー・クリスチャンセン（Thor Nis Christiansen、1957年12月28日 - 1981年3月30日）は、カリフォルニア州ソルバング出身のデンマーク系アメリカ人のシリアルキラー。
1976年の終わりから1977年の初めにかけて、カリフォルニア大学サンタバーバラ校やサンタバーバラ・シティ・カレッジのある学生街、アイラビスタでヒッチハイクをしていた似たような外見の3人の若い女性を殺害した。彼の犯罪は、女性に対する暴力に反対する大きなデモを動機づけ、アイラビスタに居住する若い人々のためのより良い交通手段を求めるものとなった。1979年には、ロサンゼルスで若い女性を殺害しようとし、5人目となるはずだったその犠牲者は弾丸を頭に受けたものの命からがら逃れることができた。彼女がのちにロサンゼルスのバーで彼を再び発見し、逮捕のきっかけとなった。

## 幼少期
クリスチャンセンはデンマークで生まれ、5歳の時に両親と一緒にアメリカ合衆国に移住した。家族は当初カリフォルニア州イングルウッドに定住し、その後ソルバングに移り、そこで父親のニスがレストランを経営していた。クリスチャンセンは、高校時代の途中までは優等生だったが、学業を怠るようになり、両親の家を出て、学校を中退し、ガソリンスタンドの店員として働き始めた。この間クリスチャンセンは、一時275ポンド（125kg）になるほどかなり体重を増やしていた。

## 殺人
クリスチャンセンは、幼少期から動物虐待や火薬を巻き付けて爆発させて動物を殺すなどをしていた。また女性を射殺し、その遺体を屍姦するという空想に夢中になった。彼は友人から22口径のピストルを盗み、彼の最初の3つの殺人を犯す。それから彼はオレゴン州に移動し体重を減らすと、サンタバーバラ郡に戻って、短期大学の彼の高校の卒業資格を得た。クリスチャンセンはヒッチハイクしていた20代の女性と出会い一緒にゴリータのアパートに引っ越した。クリスチャンセンはこの期間中に別の殺人を犯した。クリスチャンセンの手口は、ヒッチハイクをしている若い女性を車に乗せ、それから22口径のピストルで頭を撃ち、死後に屍姦することだった。
1976年末にカリフォルニア州のアイラビスタにて、女性が行方不明になる事件が相次いだ。1977年1月19日、前日に姿を消したパトリシア・マリー・レイニーの遺体がランチョデルシエロ近くのアイラビスタの北西のSanta Ynez MountainsにあるRefugio Canyonの孤立した道路で発見され、最初に遺体が見つかった被害者となった。その翌日、ジャクリーン・アン・ルークの遺体がレイニーの発見現場の近くで見つかった。1977年5月22日にはメアリー・アン・サリスの遺体がロス・アラモス（Los Alamos）の近くで発見された。ローラ・スー・ベンジャミンの遺体は、ロサンゼルスの北にあるSan Gabriel MountainsのAngeles Forest Highway とビッグ・ティファナ・ロード（Big Tujunga Road）の近くの暗渠で発見された。彼女は売春婦だった。1979年4月18日、クリスチャンセンはディア・プレストンを車内で撃ったが、彼女は重傷を負いつつも逃げのびることが出来た。

### 犠牲者
- ジャクリーン・アン・ルーク（1955年1月12日生まれ[9]、1976年11月20日、21歳（アイラビスタ、元々はデル・マー出身、 シカゴ生まれ）
- メアリー・アン・サリス（1957年6月24日生まれ[10]、1976年12月6日、19歳（アイラビスタ、もともとサンタローザ出身）
- パトリシア・マリーレイニー（1955年9月15日生まれ[10]、1977年1月18日、21歳（彼女の両親は彼女の死の時までにハンティントンビーチに移住していたが、ウィッティアからのアイラビスタ）
- ローラ・スー・ベンジャミン（1956年5月7日生まれ[11]、1979年5月26日、23歳（ニューヨーク生まれ）

## 逮捕
プレストンは1979年7月11日に再びハリウッドのボトムラインバーでクリスチャンセンに会い、彼女の通報を受けた警察は彼を直ちに逮捕した。ゴレタでのクリスチャンセンの住所、および警察がルーク、サリス、およびレイニー事件で採取した証拠とプレストンが受けた被害の類似性によって、クリスチャンセンはイスラビスタにおける一連の殺害事件の容疑者となった。彼の逮捕の後、サンタバーバラ郡の法執行機関は、1977年にすでに彼を容疑者として捜査していたことに気づいた（捜査したのは他に約100人にも及ぶ）。また、アルコールを所持していた未成年者として逮捕した際には22口径のピストルを所持していたことにも注目した。

## 裁判
クリスチャンセンは、ベンジャミン殺害の容疑で1980年初めにサンタモニカで最初の裁判にかけられた。彼は当初心神喪失を訴えたが、その訴えを取り下げた。1980年6月、イスラビスタにおける一連の殺害事件の有罪を認め、終身刑を宣告された。

## 死
1981年3月30日に、クリスチャンセンはフォルサム州刑務所の運動場で刺され死亡した。彼の殺人者は特定されていない。彼の防衛弁護士、ジェームズ・ウェストウィックによると、彼の殺人の性的傾向および若くて金髪という外観のためにクリスチャンセンは刑務所で危険にさらされるだろうと精神科医は警告していたという。

## 余波
3人目の犠牲者パトリシア・レイニーは、サンタバーバラ／ゴレタ／イスラビスタ地区の女性への暴力反対を唱える団体の著名なシンボルとなった。生前の彼女はその団体で地域ボランティアとして活動していた。「イスラビスタ・ジャグリングフェスティバル（The Isla Vista Juggling Festival）」は1977年以来毎年彼女を追悼して開催されており、2023年現在でも継続されている。